# Kim Bennani
Pour les articles homonymes, voir Bennani.
Kim Bennani, né en 1972 à Tétouan, est un artiste-peintre.

## Biographie
Kim Bennani est né à Tétouan en 1972, dans l’atelier de son père, le peintre Mohamed Bennani dit « Moa ».
A l’âge de onze ans, Kim obtient le premier prix d’un concours international de dessin (Chan Kars International Children Competition à New Delhi en Inde).
Il s’inscrit à l’école des Beaux-Arts de Tétouan, avant de terminer ses études en Espagne, à l’école des Arts Appliqués de Malaga.
Ses œuvres figurent dans la collection de Sa Majesté Mohammed VI roi du Maroc.
Dès ses débuts, Kim a développé une peinture hyper réaliste qui l’a aidé à s’assurer de son métier de peintre. Ces dernières années il s’est orienté, à travers le paysage, vers une expression plus libérée des contraintes de l’académisme.
« Le paysage ne prend vie qu’une fois couplé à la matière, le paysage et plus précisément sa présence comme preuve tangible et fragile de l’existence est mon unique préoccupation, cette approche est pour moi une conciliation nécessaire entre la figuration et l’abstraction, le dit et le suggéré. »

## Expositions et publications
- 2015  Expose « Un été à Giverny dans les ateliers de Claude Monet » à Loft Art Gallery[1],[3]
- 2014  Devient le premier artiste marocain invité à travailler 3 mois durant par la Fondation Claude Monet à Giverny (France)
- 2013  Loft Art Gallery lui rend hommage dans son ouvrage DConnexions, édité à l’occasion des cinq ans de la galerie
- 2012  Exposition à la Coningsby Galery de Londres
- 2011  Exposition à la galerie Loft à Casablanca avec Claire de Virieu et Jean-Claude Laffitte, un travail sur le rapport Photographie/Peinture
- 2010  Exposition avec Moa Bennani chez MemoArts à Casablanca
- 2009  Exposition à la galerie l’Essentielle de Rabat, en compagnie de Moa Bennani et de Jean-Claude Laffitte
- 2006  Exposition au Royal Nautic Club de Rabat.
- 2005  Exposition chez MemoArts à Casablanca
- Entre 1999 et 2002, Kim Bennani expose régulièrement en France et en Espagne, à plusieurs reprises à Grenade, à la Galerie Diana et à la Galerie Van Gogh